# Telamo
Telamo est un label allemand de schlager et de volkstümliche Musik.

## Histoire
En 1988, Ken Otremba entre à BMG Entertainment, qui en 2004 fera partie de Sony Music Entertainment. Les productions de musique pop et de schlager et volkstümliche Musik sont séparées. Le label Ariola est dissout puis reformé. En 2012, Otremba en est le directeur adjoint.
Anticipant l'évolution du marché, Ken Otremba se consacre au schlager qui a un public âgé et plus fidèle et fonde son label.
En 2014, le label de schlager Palm Records est racheté par Telamo qui forme aussi des labels spécialisés : Telamino pour la musique pour enfants, Telamonte pour la volkstümliche Musik, Telamega pour la musique festive...

## Artistes
- Achim Petry
- Al & Chris
- Alexandra Lexer
- Alexandre Gern
- Alfons Hasenknopf
- Alpenchill
- Alpenland Sepp & Co.
- AlpenRebellen
- Andre Steyer
- Andrea Jürgens
- Andreas Erber
- Andreas Martin
- Angelika Milster
- Anna-Maria Zimmermann
- Biggi Bardot
- Britta & Dirk
- Calimeros
- Carina
- Cathrin Geissler
- Claudia Pletz
- Daria Kinzer
- Der Benniii
- Die Bergkameraden
- Die Jungs vom Bodensee
- Die Ludolfs
- Die Schäfer
- Duo Goldstars
- Fips Asmussen
- G. G. Anderson
- Großstadt Freunde
- Gustl Bayrhammer
- Halleluja Paul
- Heidis Küken
- Hoppe Reiter
- Johannes Spanner
- Johnny Logan
- Jörg Bausch
- Kevin und Manuel
- Kurz vor der Rente
- Leo Rojas
- Liane
- Libero5
- Linda Fäh
- Lollies
- Los Paraguayos
- Manyou
- Maria Voskania
- Marilena Kirchner
- Mark Bender
- Martin Scholz
- MAX der kleine Dino
- Max Janda
- Melissa Naschenweng
- Michael Hirte
- Monika Herz & David
- Nadine Fabielle
- Nicole
- Olaf Malolepski
- Olsen Brothers
- PAT
- Patrick Lindner
- Renate und Werner Leismann
- Ronny
- Ross Antony
- San Ventura
- Sebastian Charelle
- Sigrid & Marina
- Stefan Moll
- Stefanie Hertel
- Stefanie Stern
- Sternenregen
- Tanzpalais
- Timo Engel
- Tina York
- Tom Astor
- Tom Mandl
- Tommy Steiner
- Tony Christie
- Troglauer Buam
- Truck Stop
- Udo Wenders
- Uwe Busse
- Verena & Nadine
- Wildecker Herzbuben